# Ейвінд Леонардсен
Ейвінн Леонардсен (норв. Øyvind Leonhardsen, нар. 17 серпня 1970, Крістіансунн) — норвезький футболіст, що грав на позиції півзахисника.
Виступав, зокрема, за клуби «Вімблдон», «Ліверпуль» та «Тоттенгем Готспур», а також національну збірну Норвегії, у складі якої взяв участь у чемпіонатах світу 1994 і 1998 років.

## Клубна кар'єра
Народився 17 серпня 1970 року в місті Крістіансунн. Починав кар'єру в клубі «Клаусененген», а в 1989 році у віці 19 років перейшов в «Молде», що виступав у вищому дивізіоні Норвегії. Через два роки його викупив контракт чемпіон країни — «Русенборг». Граючи за цей клуб, Леонардсен був визнаний найкращим гравцем року в Норвегії. За цей час двічі виборював титул чемпіона Норвегії.
Своєю грою привернув увагу представників тренерського штабу англійського «Вімблдона», до складу якого приєднався 1994 року. Відіграв за клуб з Лондона наступні три сезони своєї ігрової кар'єри. Більшість часу, проведеного у складі «Вімблдона», був основним гравцем команди і допоміг їм досягти півфіналу Кубку Англії та Кубку футбольної ліги в останньому сезоні.
В травні 1997 року Ейвінд за 3,5 мільйони фунтів стерлінгів перейшов в команду, за яку вболівав з дитинства, — в «Ліверпуль». Леонардс був гравцем основного складу «Ліверпуля» в першому сезоні виступів за команду, коли командою керував Рой Еванс. Він дуже любив запрошувати норвезьких гравців, тому що вони були дуже працелюбні, а Лео був одним з кращих атакуючих півзахисників своєї країни. Однак згодом, після приходу Жерара Ульє він опинився в запасі. Загалом за два сезони Леонардсен провів за «червоних» 49 матчів в усіх турнірах, забивши 7 голів
1999 року норвежець перейшов у «Тоттенгем Готспур», де за три сезони провів 72 матчі, в яких забив 11 голів. З Лондона Леонардсен перебрався в бірмінгемську «Астон Віллу» в 2002 році, де провів лише один сезон.
2004 року повернувся назад до Норвегії, де почав виступати за столичний «Люн» і став у цій команді капітаном. У грудні 2005 року він перебрався в «Стремсгодсет», з яким виграв титул чемпіона Першого дивізіону, а по закінченні сезону 2007 року завершив кар'єру футболіста. На той момент він був капітаном свого клубу, який виступав у вищому дивізіоні Норвегії.

## Виступи за збірні
1989 року залучався до складу молодіжної збірної Норвегії.
31 жовтня 1990 року дебютував в офіційних іграх у складі національної збірної Норвегії в товариському матчі проти Камеруну. 8 серпня 1991 року забив перший гол за збірну в матчі проти Швеції (1:2).
Згодом зіграв у шести матчах кваліфікації до чемпіонату світу 1994 року у США і забив один гол, до помігши команді кваліфікуватись на турнірі. На «мундіалі» Леонардсен зіграв в усіх трьох матчах, але команда, набравши 4 очки, як і інші команди, єдиною з чотирьох у групі не вийшла в плей-оф через різницю голів. 
Не кваліфікувавшись на Євро-1996, він допоміг команді пробитись на другий поспіль чемпіонату світу 1998 року у Франції. В першому матчі Леонардсен виступав непереконливо, через що збірна зіграла внічию з марокканцями (2:2), і на наступну гру з Шотландією Леонардсен залишився на лаві запасних. Лише в третій грі групи проти  Бразилії Ейвінд знову з'явився на полі і допоміг норвежцям сенсаційно перемогти чемпіонів світу 2:1, завдяки якій збірна вперше з 1938 року вийшла до 1/8 фіналу турніру. Там Леонардсен також зіграв проти Італії, проте його збірна поступилась 0:1.
Леонардсен також брав участь у кваліфікаційних матчах на чемпіонат Європи 2000 року, де Норвегія зуміла пробитись на турнір. Однак тренер Нільс Йоган Семб заявив, що гравець не братиме участь у фінальному турнірі, оскільки він тільки-но відновився від травми. 
В подальшому брав участь зі збірною у відбіркових матчах на чемпіонат світу 2002 року та Євро-2004, але на жоден з турнірів Норвегія не пробилась. 7 червня 2003 року Леонардсен зіграв останній матч у збірній проти Данії (0:1). Протягом кар'єри у національній команді, яка тривала 14 років, провів у формі головної команди країни 86 матчів, забивши 19 голів.

## Статистика виступів

### Статистика клубних виступів
| Сезон                         | Клуб                          | Чемпіонат                     | Чемпіонат | Чемпіонат | Національний кубок | Національний кубок | Національний кубок | Континентальні кубки | Континентальні кубки | Континентальні кубки | Суперкубки | Суперкубки | Суперкубки | Усього | Усього |
| Сезон                         | Клуб                          | Ліга                          | Ігор      | Голів     | Ліга               | Ігор               | Голів              | Ліга                 | Ігор                 | Голів                | Ліга       | Ігор       | Голів      | Ігор   | Голів  |
| ----------------------------- | ----------------------------- | ----------------------------- | --------- | --------- | ------------------ | ------------------ | ------------------ | -------------------- | -------------------- | -------------------- | ---------- | ---------- | ---------- | ------ | ------ |
| 1989                          | «Молде»                       | 1Д (ІІ)                       | 22        | 5         | КН                 | ?                  | ?                  | -                    | -                    | -                    | -          | -          | -          | ?      | ?      |
| 1990                          | «Молде»                       | 1Д (ІІ)                       | 21        | 2         | КН                 | ?                  | ?                  | -                    | -                    | -                    | -          | -          | -          | ?      | ?      |
| 1991                          | «Молде»                       | ЕС                            | 21        | 2         | КН                 | ?                  | ?                  | -                    | -                    | -                    | -          | -          | -          | ?      | ?      |
| Усього за «Молде»             | Усього за «Молде»             | Усього за «Молде»             | 64        | 9         |                    | ?                  | ?                  |                      | ?                    | ?                    |            | 0          | 0          | ?      | ?      |
| 1992                          | «Русенборг»                   | ЕС                            | 22        | 6         | КН                 | ?                  | ?                  | -                    | -                    | -                    | -          | -          | -          | ?      | ?      |
| 1993                          | «Русенборг»                   | ЕС                            | 19        | 6         | КН                 | ?                  | ?                  | -                    | -                    | -                    | -          | -          | -          | ?      | ?      |
| 1994                          | «Русенборг»                   | ЕС                            | 22        | 8         | КН                 | ?                  | ?                  | -                    | -                    | -                    | -          | -          | -          | ?      | ?      |
| Усього за «Русенборг»         | Усього за «Русенборг»         | Усього за «Русенборг»         | 63        | 20        |                    | ?                  | ?                  |                      | ?                    | ?                    |            | 0          | 0          | ?      | ?      |
| 1994–95                       | «Вімблдон»                    | ПЛ                            | 20        | 4         | КА+КЛ              | ?                  | ?                  | -                    | -                    | -                    | -          | -          | -          | ?      | ?      |
| 1995–96                       | «Вімблдон»                    | ПЛ                            | 29        | 4         | КА+КЛ              | ?                  | ?                  | -                    | -                    | -                    | -          | -          | -          | ?      | ?      |
| 1996–97                       | «Вімблдон»                    | ПЛ                            | 27        | 5         | КА+КЛ              | ?                  | ?                  | -                    | -                    | -                    | -          | -          | -          | ?      | ?      |
| Усього за «Вімблдон»          | Усього за «Вімблдон»          | Усього за «Вімблдон»          | 76        | 13        |                    | ?                  | ?                  |                      | ?                    | ?                    |            | 0          | 0          | ?      | ?      |
| 1997–98                       | «Ліверпуль»                   | ПЛ                            | 28        | 6         | КА+КЛ              | 1+5                | 0                  | КУЄФА                | 2                    | 0                    | -          | -          | -          | 36     | 6      |
| 1998–99                       | «Ліверпуль»                   | ПЛ                            | 9         | 1         | КА+КЛ              | 0+1                | 0                  | КУЄФА                | 3                    | 0                    | -          | -          | -          | 13     | 1      |
| Усього за «Ліверпуль»         | Усього за «Ліверпуль»         | Усього за «Ліверпуль»         | 37        | 7         |                    | 7                  | 0                  |                      | 5                    | 0                    |            | 0          | 0          | 49     | 7      |
| 1999–00                       | «Тоттенгем Готспур»           | ПЛ                            | 22        | 4         | КА+КЛ              | ?                  | ?                  | КУЄФА                | ?                    | ?                    | -          | -          | -          | ?      | ?      |
| 2000–01                       | «Тоттенгем Готспур»           | ПЛ                            | 25        | 3         | КА+КЛ              | ?                  | ?                  | -                    | -                    | -                    | -          | -          | -          | ?      | ?      |
| 2001–02                       | «Тоттенгем Готспур»           | ПЛ                            | 7         | 0         | КА+КЛ              | ?                  | ?                  | -                    | -                    | -                    | -          | -          | -          | ?      | ?      |
| Усього за «Тоттенгем Готспур» | Усього за «Тоттенгем Готспур» | Усього за «Тоттенгем Готспур» | 54        | 7         |                    | ?                  | ?                  |                      | ?                    | ?                    |            | 0          | 0          | ?      | ?      |
| 2002–03                       | «Астон Вілла»                 | ПЛ                            | 19        | 3         | КА+КЛ              | 0+4                | 0                  | -                    | -                    | -                    | -          | -          | -          | 23     | 3      |
| 2004                          | «Люн»                         | ЕС                            | 21        | 1         | КН                 | 5                  | 1                  | -                    | -                    | -                    | -          | -          | -          | 26     | 2      |
| 2005                          | «Люн»                         | ЕС                            | 16        | 1         | КН                 | 2                  | 0                  | -                    | -                    | -                    | -          | -          | -          | 18     | 1      |
| Усього за «Люн»               | Усього за «Люн»               | Усього за «Люн»               | 42        | 2         |                    | 7                  | 1                  |                      | 0                    | 0                    |            | 0          | 0          | 49     | 3      |
| 2006                          | «Стремсгодсет»                | 1Д (ІІ)                       | 29        | 6         | КН                 | 1                  | 1                  | -                    | -                    | -                    | -          | -          | -          | 30     | 7      |
| 2007                          | «Стремсгодсет»                | ЕС                            | 12        | 1         | КН                 | 1                  | 0                  | -                    | -                    | -                    | -          | -          | -          | 13     | 1      |
| Усього за «Стремсгодсет»      | Усього за «Стремсгодсет»      | Усього за «Стремсгодсет»      | 41        | 7         |                    | 2                  | 1                  |                      | 0                    | 0                    |            | 0          | 0          | 43     | 8      |
| Усього за                     | Усього за                     | Усього за                     | 396       | 68        |                    | ?                  | ?                  |                      | ?                    | ?                    |            | ?          | ?          | ?      | ?      |

### Статистика виступів за збірну
| Дата       | Місто                       | Господарі          | Результат | Гості                | Турнір               | Голи | Примітки |
| ---------- | --------------------------- | ------------------ | --------- | -------------------- | -------------------- | ---- | -------- |
| 31/10/1990 | Осло                        | Норвегія           | 6 – 1     | Камерун              | товариський матч     | -    |          |
| 07/11/1990 | Туніс (місто)               | Туніс              | 1 – 1     | Норвегія             | товариський матч     | -    |          |
| 14/11/1990 | Нікосія                     | Кіпр               | 0 – 3     | Норвегія             | Відбір до ЧЄ 1992    | -    |          |
| 17/04/1991 | Відень                      | Австрія            | 0 – 0     | Норвегія             | товариський матч     | -    |          |
| 01/05/1991 | Осло                        | Норвегія           | 3 – 0     | Кіпр                 | Відбір до ЧЄ 1992    | -    |          |
| 23/05/1991 | Осло                        | Норвегія           | 1 – 0     | Румунія              | товариський матч     | -    |          |
| 08/08/1991 | Осло                        | Норвегія           | 1 – 2     | Швеція               | товариський матч     | 1    |          |
| 28/08/1991 | Осло                        | Норвегія           | 0 – 1     | СРСР                 | Відбір до ЧЄ 1992    | -    |          |
| 25/09/1991 | Осло                        | Норвегія           | 2 – 3     | Чехословаччина       | товариський матч     | -    |          |
| 30/10/1991 | Сомбатгей                   | Угорщина           | 0 – 0     | Норвегія             | Відбір до ЧЄ 1992    | -    |          |
| 04/02/1992 | Гамільтон                   | Бермудські Острови | 1 – 3     | Норвегія             | товариський матч     | 3    |          |
| 29/04/1992 | Орхус                       | Данія              | 1 – 0     | Норвегія             | товариський матч     | -    |          |
| 13/05/1992 | Осло                        | Норвегія           | 2 – 0     | Фарерські острови    | товариський матч     | -    |          |
| 03/06/1992 | Осло                        | Норвегія           | 0 – 0     | Шотландія            | товариський матч     | -    |          |
| 26/08/1992 | Осло                        | Норвегія           | 2 – 2     | Швеція               | товариський матч     | 1    |          |
| 09/09/1992 | Осло                        | Норвегія           | 10 – 0    | Сан-Марино           | Відбір до ЧС 1994    | -    |          |
| 07/10/1992 | Серравалле                  | Сан-Марино         | 0 – 2     | Норвегія             | Відбір до ЧС 1994    | -    |          |
| 02/12/1992 | Гуанчжоу                    | КНР                | 2 – 1     | Норвегія             | товариський матч     | -    |          |
| 10/02/1993 | Фару                        | Португалія         | 1 – 1     | Норвегія             | товариський матч     | -    |          |
| 30/03/1993 | Доха                        | Катар              | 1 – 6     | Норвегія             | товариський матч     | 1    |          |
| 28/04/1993 | Осло                        | Норвегія           | 3 – 1     | Туреччина            | Відбір до ЧС 1994    | -    |          |
| 02/06/1993 | Осло                        | Норвегія           | 2 – 0     | Англія               | Відбір до ЧС 1994    | 1    |          |
| 09/06/1993 | Роттердам                   | Нідерланди         | 0 – 0     | Норвегія             | Відбір до ЧС 1994    | -    |          |
| 11/08/1993 | Тофтір                      | Фарерські острови  | 0 – 7     | Норвегія             | товариський матч     | 1    |          |
| 08/09/1993 | Осло                        | Норвегія           | 1 – 0     | США                  | товариський матч     | -    |          |
| 10/11/1993 | Стамбул                     | Туреччина          | 2 – 1     | Норвегія             | Відбір до ЧС 1994    | -    |          |
| 15/01/1994 | Фінікс                      | США                | 2 – 1     | Норвегія             | товариський матч     | -    |          |
| 20/04/1994 | Осло                        | Норвегія           | 0 – 0     | Португалія           | товариський матч     | -    |          |
| 01/06/1994 | Осло                        | Норвегія           | 2 – 1     | Данія                | товариський матч     | -    |          |
| 19/06/1994 | Вашингтон                   | Норвегія           | 1 – 0     | Мексика              | ЧС 1994 - 1-й етап   | -    |          |
| 23/06/1994 | Нью-Йорк                    | Норвегія           | 0 – 1     | Італія               | ЧС 1994 - 1-й етап   | -    |          |
| 28/06/1994 | Нью-Йорк                    | Норвегія           | 0 – 0     | Ірландія             | ЧС 1994 - 1-й етап   | -    |          |
| 07/09/1994 | Осло                        | Норвегія           | 1 – 0     | Білорусь             | Відбір до ЧЄ 1996    | -    |          |
| 12/10/1994 | Осло                        | Норвегія           | 1 – 1     | Нідерланди           | Відбір до ЧЄ 1996    | -    |          |
| 16/11/1994 | Мінськ                      | Білорусь           | 0 – 4     | Норвегія             | Відбір до ЧЄ 1996    | 1    |          |
| 08/02/1995 | Нікосія                     | Кіпр               | 0 – 2     | Норвегія             | товариський матч     | 1    |          |
| 29/03/1995 | Люксембург                  | Люксембург         | 0 – 2     | Норвегія             | Відбір до ЧЄ 1996    | 1    |          |
| 26/04/1995 | Осло                        | Норвегія           | 5 – 0     | Люксембург           | Відбір до ЧЄ 1996    | -    |          |
| 22/07/1995 | Осло                        | Норвегія           | 0 – 0     | Франція              | товариський матч     | -    |          |
| 16/08/1995 | Осло                        | Норвегія           | 1 – 1     | Чехія                | Відбір до ЧЄ 1996    | -    |          |
| 06/09/1995 | Прага                       | Чехія              | 2 – 0     | Норвегія             | Відбір до ЧЄ 1996    | -    |          |
| 11/10/1995 | Осло                        | Норвегія           | 0 – 0     | Англія               | товариський матч     | -    |          |
| 15/11/1995 | Роттердам                   | Нідерланди         | 3 – 0     | Норвегія             | Відбір до ЧЄ 1996    | -    |          |
| 07/02/1996 | Лас-Пальмас-де-Гран-Канарія | Іспанія            | 1 – 0     | Норвегія             | товариський матч     | -    |          |
| 27/03/1996 | Белфаст                     | Північна Ірландія  | 0 – 2     | Норвегія             | товариський матч     | -    |          |
| 02/06/1996 | Роттердам                   | Норвегія           | 5 – 0     | Азербайджан          | Відбір до ЧС 1998    | -    |          |
| 01/09/1996 | Осло                        | Норвегія           | 1 – 0     | Грузія               | товариський матч     | -    |          |
| 09/10/1996 | Осло                        | Норвегія           | 3 – 0     | Угорщина             | Відбір до ЧС 1998    | -    |          |
| 10/11/1996 | Берн                        | Швейцарія          | 0 – 1     | Норвегія             | Відбір до ЧС 1998    | 1    |          |
| 29/03/1997 | Дубай (місто)               | ОАЕ                | 1 – 4     | Норвегія             | товариський матч     | -    |          |
| 30/05/1997 | Осло                        | Норвегія           | 4 – 2     | Бразилія             | товариський матч     | -    |          |
| 08/06/1997 | Будапешт                    | Угорщина           | 1 – 1     | Норвегія             | Відбір до ЧС 1998    | -    |          |
| 20/07/1997 | Рейк'явік                   | Ісландія           | 0 – 1     | Норвегія             | товариський матч     | -    |          |
| 25/03/1998 | Брюссель                    | Бельгія            | 2 – 2     | Норвегія             | товариський матч     | -    |          |
| 22/04/1998 | Копенгаген                  | Данія              | 0 – 2     | Норвегія             | товариський матч     | 1    |          |
| 10/06/1998 | Монпельє                    | Норвегія           | 2 – 2     | Марокко              | ЧС 1998 - 1-й етап   | -    |          |
| 23/06/1998 | Марсель                     | Норвегія           | 2 – 1     | Бразилія             | ЧС 1998 - 1-й етап   | -    |          |
| 27/06/1998 | Марсель                     | Норвегія           | 0 – 1     | Італія               | ЧС 1998 - 1/8 фіналу | -    |          |
| 19/08/1998 | Осло                        | Норвегія           | 0 – 0     | Румунія              | товариський матч     | -    |          |
| 20/05/1999 | Осло                        | Норвегія           | 6 – 0     | Ямайка               | товариський матч     | 1    |          |
| 30/05/1999 | Осло                        | Норвегія           | 1 – 0     | Грузія               | Відбір до ЧЄ 2000    | -    |          |
| 18/08/1999 | Осло                        | Норвегія           | 1 – 0     | Литва                | товариський матч     | -    |          |
| 04/09/1999 | Осло                        | Норвегія           | 1 – 0     | Греція               | Відбір до ЧЄ 2000    | 1    |          |
| 08/09/1999 | Осло                        | Норвегія           | 4 – 0     | Словенія             | Відбір до ЧЄ 2000    | 1    |          |
| 09/10/1999 | Рига                        | Норвегія           | 2 – 1     | Латвія               | Відбір до ЧЄ 2000    | -    |          |
| 14/11/1999 | Осло                        | Норвегія           | 0 – 1     | Німеччина            | товариський матч     | -    |          |
| 02/09/2000 | Осло                        | Норвегія           | 0 – 0     | Вірменія             | Відбір до ЧС 2002    | -    |          |
| 07/10/2000 | Кардіфф                     | Уельс              | 1 – 1     | Норвегія             | Відбір до ЧС 2002    | -    |          |
| 11/10/2000 | Осло                        | Норвегія           | 0 – 1     | Україна              | Відбір до ЧС 2002    | -    |          |
| 25/04/2001 | Осло                        | Норвегія           | 4 – 1     | Болгарія             | товариський матч     | 2    |          |
| 02/06/2001 | Київ                        | Україна            | 0 – 0     | Норвегія             | Відбір до ЧС 2002    | -    |          |
| 06/06/2001 | Осло                        | Норвегія           | 1 – 1     | Білорусь             | Відбір до ЧС 2002    | -    |          |
| 01/09/2001 | Хожув                       | Польща             | 3 – 0     | Норвегія             | Відбір до ЧС 2002    | -    |          |
| 05/09/2001 | Осло                        | Норвегія           | 3 – 2     | Уельс                | Відбір до ЧС 2002    | -    |          |
| 13/02/2002 | Брюссель                    | Бельгія            | 1 – 0     | Норвегія             | товариський матч     | -    |          |
| 17/04/2002 | Осло                        | Норвегія           | 0 – 0     | Швеція               | товариський матч     | -    |          |
| 14/05/2002 | Осло                        | Норвегія           | 3 – 0     | Японія               | товариський матч     | -    |          |
| 22/05/2002 | Буде                        | Норвегія           | 1 – 1     | Ісландія             | товариський матч     | -    |          |
| 21/08/2002 | Осло                        | Норвегія           | 0 – 1     | Нідерланди           | товариський матч     | -    |          |
| 07/09/2002 | Осло                        | Норвегія           | 2 – 2     | Данія                | Відбір до ЧЄ 2004    | -    |          |
| 12/10/2002 | Бухарест                    | Румунія            | 0 – 1     | Норвегія             | Відбір до ЧЄ 2004    | -    |          |
| 16/10/2002 | Осло                        | Норвегія           | 2 – 0     | Боснія і Герцеговина | Відбір до ЧЄ 2004    | -    |          |
| 20/11/2002 | Відень                      | Австрія            | 0 – 1     | Норвегія             | товариський матч     | -    |          |
| 30/04/2003 | Дублін                      | Ірландія           | 1 – 0     | Норвегія             | товариський матч     | -    |          |
| 22/05/2003 | Осло                        | Норвегія           | 2 – 0     | Фінляндія            | Відбір до ЧЄ 2004    | 1    |          |
| 07/06/2003 | Копенгаген                  | Данія              | 1 – 0     | Норвегія             | Відбір до ЧЄ 2004    | -    |          |
| Усього     |                             | Матчів             | 86        |                      | Голів                | 19   |          |

## Титули і досягнення

### Командні
- Чемпіон Норвегії (3):

«Русенборг»: 1992, 1993, 1994
- Володар Кубка Норвегії (1):

«Русенборг»: 1992

### Особисті
- Найкращий півзахисник Норвегії (Приз Кніксена): 1991, 1993